# Zelideth Chávez Cuentas
Zelideth Chávez Cuentas (Puno, 6 de noviembre de 1945) es una antropóloga, feminista y escritora peruana. Es autora de cuentos y novelas de escenario andino, principalmente puneño.

## Biografía
Nació en Puno, Perú, hija de Juan Chávez Benavides y Victoria Cuentas, ambos maestros de aula en zonas rurales cercanas al distrito de Huancané. Realizó estudios superiores en Antropología en la Universidad Nacional San Antonio Abad del Cusco.
Es reconocida como una luchadora social y promotora cultural. Fue fundadora e integrante del Movimiento Amplio de Mujeres y del Círculo Literario Anillo de Moebius.
En 2003, el Consejo Directivo del Congreso de la República del Perú, presidido por Luis Iberico Núñez, le otorgó un Diploma de Honor en reconocimiento a su trayectoria y aportes. Entre 2004 y 2005, se desempeñó como Directora de Actividades Culturales e Investigación de la Asociación Cultural Brisas del Titicaca.

## Obras
En sus obras, Zelideth aborda los conflictos fundamentales en la vida de las personas, centrándose en la confrontación entre los sentimientos y pensamientos individuales frente a las normas impuestas por la sociedad, las cuales considera una perpetuación de actitudes ancestrales.
- 1996: Mujeres de pies descalzos. Lima, Grupo Editorial Arteidea.
- 2003: ¿Por qué lloras Candelaria?. Lima, Editorial San Marcos.
- 2005: Flor de cactus. Lima, Grupo Editorial Arteidea.
- 2009: El día que me quieran. Lima, Ediciones Altazor, ISBN 9789972572518
- 2010: Anatanani y otros cuentos. Lima, Ediciones Altazor, ISBN 9789972572785
- 2012: Dos vidas que confluyen y otros cuentos. Lima, Edición del autor, ISBN 9786124604645
- 2014: Esperando a Javier y otros cuentos. Lima, Grupo Editorial Arteidea, ISBN 9786124165344
- 2020: Qué azul era mi cielo. Lima, Grupo Editorial Arteidea, ISBN 9786124818332